# منج علیا
منج علیا، روستایی از توابع بخش مزایجان شهرستان بوانات در استان فارس ایران است.
روستای منج قدیمی‌ترین روستای بوانات 
می باشد تل حیدر بیگ در کنار رودخانه منج قرار دارد روی این تل قلعه دختر یا چهار طاق ساسانی قرار دارد در کنار این چهار طاق مصلای منج قرار داشته که نشان از گذشته پرجمعیت این روستا است که با گذر زمان از بین رفته‌است. آبشار دیدنی منج با نام کراز مکان دیدنی ست که گرفتار خشکسالی است .کان گوهر غاری جالب که روز سیزدهم فروردین مکان گردشگری مردم منج است 
چندین قبرستان قدیمی بزرگ در منج بوده که با گذر زمان از بین رفته‌اند و آثار آن با خاک برداری مشخص می‌شود محصولات این روستا انگور ،کشمش، مویز ، گردو و بادام می‌باشد.این روستا در گذشته مورد حمله افغان‌ها هم قرار گرفته‌است.

## جمعیت
این روستا در دهستان سروستان قرار دارد و براساس سرشماری مرکز آمار ایران در سال ۱۳۸۵، جمعیت آن ۷۳۶ نفر (۲۰۱خانوار) بوده‌است.